# マンフレート・アイゲン
マンフレート・アイゲン （Manfred Eigen、1927年5月9日 - 2019年2月6日）はドイツの生物物理学者。ゲッティンゲン市にあるマックス・プランク生物物理学・化学研究所の所長、理事を務めた。
1967年にロナルド・ノーリッシュ、ジョージ・ポーターと共にノーベル化学賞を授与された。これは、非常に短い波動のエネルギーによって引き起こされる溶液内での早い化学反応に関する緩和法を用いた研究により、その追跡方法を確立した業績を評価されたものである。

## 来歴
旧西ドイツ、ボーフム市生まれ。ゲッティンゲン大学卒業。ゲッティンゲン大学とマックス・プランク生物物理学・化学研究所で研究に従事した。1957年に同研究所教授、1964年には同研究所所長に就任。1965年にはブラウンシュヴァイク工科大学の名誉教授となった。
また、アイゲンの名は化学的な「自己組織化」理論の構築者としても知られる。理論生物学者のペーター・シュスターと、1977-1978年にはタンパク質と核酸の相互作用「自己再生産触媒的ハイパーサイクル」モデルを提唱し、1979年には反応作用の連環を生物学における生命の起源を説明する理論へ適応させた。一方で、彼はアメリカの科学誌『原子力科学者会報』(Bulletin of the Atomic Scientists) を後援する委員会にも名を連ねている。
1993年にはスウェーデン人のルドルフ・リーグラーやカールツァイス社と共同で、量産可能な蛍光相関分光計を開発した。

## 主な著作
- 『大学の理念』（ハイデルベルク大学創立600周年記念講演集）ユルゲン・ハーバーマスらとの共著 玉川大学出版部 ISBN 4472094517
- 『自然と遊戯‐偶然を支配する自然法則』(The Rules of the Game)ルーチルト・ヴィンクラーとの共著 寺本英 訳 東京化学同人 ISBN 4807901796

## 受賞歴
- 1962年 バーク賞
- 1967年 ノーベル化学賞
- 1967年 ライナス・ポーリング賞
- 1967年 パラケルスス・メダル
- 1992年 パウル・エールリヒ&ルートヴィヒ・ダルムシュテッター賞
- 1994年 ヘルムホルツ・メダル、マックス・プランク賞
- 2007年 ゴールデン・ゲーテ・メダル[6]
- 2011年 ヴィルヘルム・エクスナー・メダル